# Cold Spring Harbor Laboratory
Le Cold Spring Harbor Laboratory (CSHL) est une institution privée à but non lucratif dont les programmes de recherche sont axés sur le cancer, les neurosciences, la botanique, la génomique et la biologie quantitative. Il est situé à Laurel Hollow sur Long Island, dans l'État de New York, aux États-Unis.